# Proton Inspira
Proton Inspira – samochód osobowy produkowany od 2010 roku przez malezyjski koncern samochodowy Proton na licencji Mitsubishi.

## Opis modelu
Inspira jest produkowana na licencji Mitsubishi Lancera. Protona Inspirę można odróżnić od niego po przednim zderzaku i klapie bagażnika. Samochód występuje tylko w wersji sedan. 

### Silniki
Samochód występuje w dwóch wersjach silnikowych. Oba są 4-cylindrowymi jednostkami benzynowe Mitsubishi. Pierwszy 1.8 ma moc 143 KM, a drugi o pojemności 2.0 dysponuje niewiele większą mocą – 147 KM. 

### Bezpieczeństwo i wyposażenie
Proton Inspira występuje w dwóch wersjach wyposażenia: Excutive i Premium. Wersja "Excutive" została wyposażona w dwie poduszki powietrze, ABS i EBD. Pozostałe wyposażenie to m.in. radio CD (z MP3 i Bluetooth) sterowane z kierownicy, światła przeciwmgielne oraz regulowany fotel kierowcy.